# Цан, Карл Герман
Карл Герман Цан (нем. Karl Hermann Zahn, 3 декабря 1865 — 8 февраля 1940) — немецкий ботаник, профессор начертательной геометрии, химии и наук о материалах. 

## Биография
Карл Герман Цан родился 3 декабря 1865 года.  
Пройдя аттестацию на преподавателя, Цан поступил на работу учителем в реальную школу в Гейдельберге. Позже он учился в Университете Карлсруэ. 
В 1923 году Цан стал профессором начертательной геометрии, химии и наук о материалах.
В 1889 году он опубликовал свою первую книгу Flore der Baar. В 1923 году Карл Герман Цан закончил труд всей его жизни — Monographie der Hierarcien.
Он внёс значительный вклад в ботанику, описав множество видов семенных растений. 
Карл Герман Цан умер в городе Хайгерлох 8 февраля 1940 года. 

## Научная деятельность
Карл Герман Цан специализировался на семенных растениях. 

## Публикации
- Flore der Baar. 1889[2].
- Monographie der Hierarcien. 1923[2].